# Садовское сельское поселение (Волгоградская область)
Садовское сельское поселение — муниципальное образование (сельское поселение) в Быковском муниципальном районе Волгоградской области. Административный центр — село Садовое.

## География
Расположено в северо-восточной части Быковского района.
Площадь сельского поселения составляет 16 036 гектар, из которых 15 915 га (по состоянию на 2008 год) приходится на сельхозугодья и 178 га занимает застройка (по состоянию на 2008 год).
Граничит:
- на юге и востоке — с Палласовским районом;
- на севере — с Старополтавским районом;
- на западе — с Красносельцевским сельским поселением[1].

## Население
| 2010 | 2012 | 2013 | 2014 | 2015 | 2016 | 2017 |
| ---- | ---- | ---- | ---- | ---- | ---- | ---- |
| 466  | ↘463 | ↘461 | ↘444 | ↘437 | ↗441 | ↘439 |
| 2018 | 2019 | 2020 | 2021 |      |      |      |
| ↘430 | ↗513 | ↘510 | ↘509 |      |      |      |

## Состав сельского поселения
| № | Населённый пункт | Тип населённого пункта       | Население |
| - | ---------------- | ---------------------------- | --------- |
| 1 | Садовое          | село, административный центр | ↗509      |

## Администрация
Глава — Мосиенко Надежда Михайловна (c 11 октября 2009 года);

Телефон/факс: 8(84495) 3-64-98

Адрес администрации: 404064, Волгоградская область, Быковский район, с. Садовое, ул. Садовая, 2.

e-mail: byksadovoe@ya.ru

## Транспорт
Протяженность автодорог местного значения — 5 км.